# سون اند آی

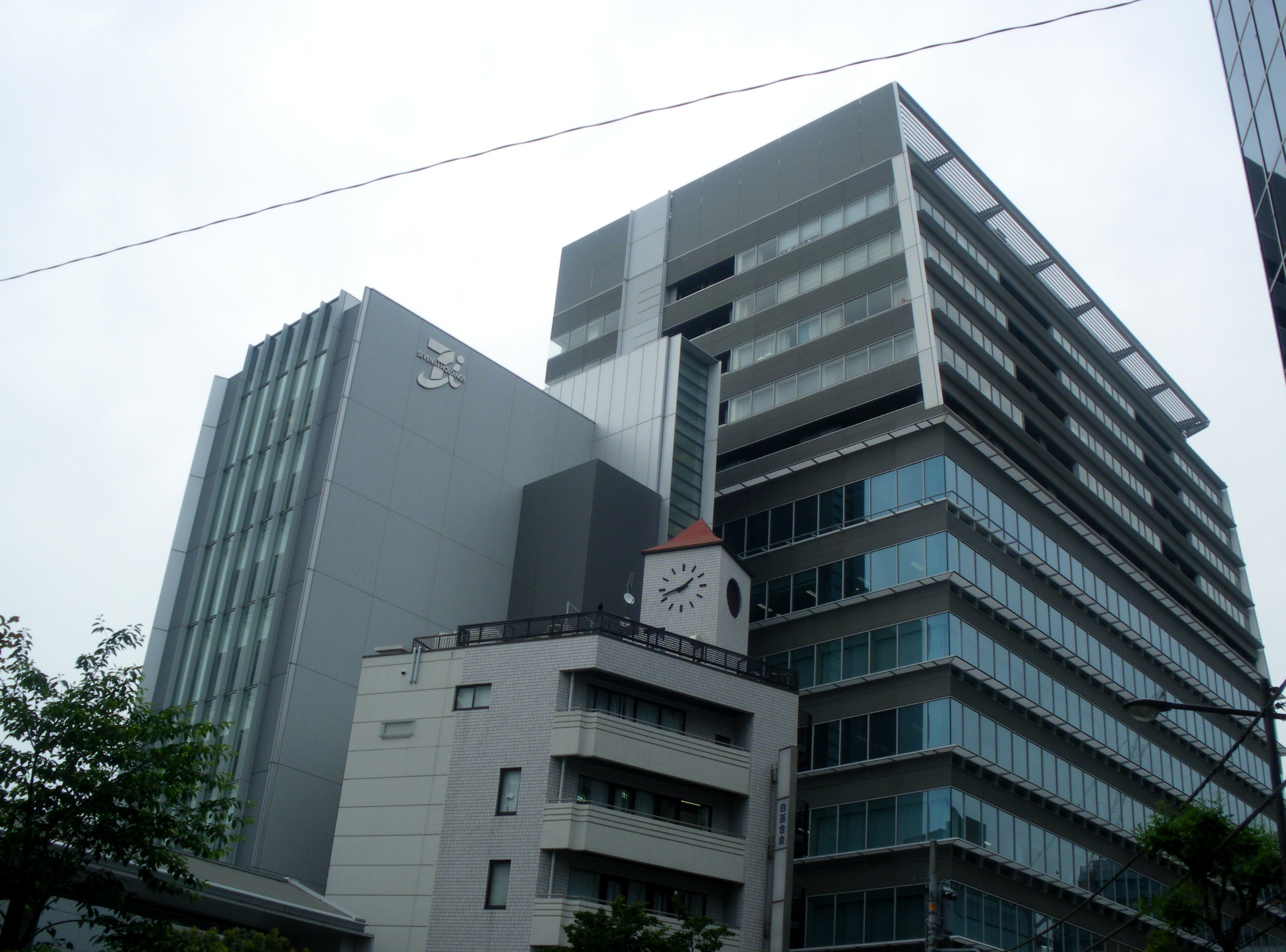
ساختمان مرکزی سون اند آی

سون اند آی (به ژاپنی: セブンアイ) شرکت هلدینگ خرده‌فروشی ژاپنی است، که در زمینه مدیریت سوپرمارکتها، هایپرمارکتها، بوتیک‌های زنجیره‌ای، رستوران‌های زنجیره‌ای و ارائه خدمات مالی فعالیت می‌کند.
شرکت سون اند آی در سال ۲۰۰۵ از ادغام شرکت سون ایلون، سوپرمارکت‌های زنجیره‌ای ایکو-یوکادو و رستوران‌های دنیز توسط ماساتوشی ایتو تأسیس شد. این شرکت هم‌اکنون با در اختیار داشتن شبکه‌ای از ۳۵ هزار شعبه در ۱۰۰ کشور، به‌عنوان پنجمین شرکت خرده‌فروشی جهان شناخته می‌شود.
دفتر مرکزی این شرکت در شهر چیودا، توکیو، ژاپن قرار دارد و بخشی از سهام آن در بازار بورس توکیو معامله می‌شود.